# Paraíso (kommun i Dominikanska republiken, Barahona, lat 18,00, long -71,25)
Paraíso är en kommun i Dominikanska republiken.   Den ligger i provinsen Barahona, i den sydvästra delen av landet, 140 km väster om huvudstaden Santo Domingo. Antalet invånare i kommunen är cirka 15 400.
Terrängen i Paraíso är huvudsakligen kuperad, men åt nordost är den bergig.